# Willy van der Kuijlen
Wilhelmus Martinus Leonardus Johannes van der Kuijlen (Helmond, 6 de dezembro de 1946 — 19 de abril de 2021) foi um futebolista neerlandês que atuou como atacante. Jogou no PSV nas décadas de 1960, 1970 e 1980, com o qual conquistou três ligas nacionais e duas Copas dos Países Baixos, além de uma Taça da UEFA em 1978.

## Morte
Kuijlen morreu em 19 de abril de 2021, aos 74 anos de idade, devido a complicações da doença de Alzheimer.

## Títulos
PSV Eindhoven
- Eredivisie: 1974–75, 1975–76 e 1977–78
- Copa KNVB: 1973–74 e 1975–76
- Liga Europa da UEFA: 1977–78

### Artilharias
- Eredivisie de 1965–66 (28 gols)
- Eredivisie de 1969–70 (31 gols)
- Eredivisie de 1973–74 (33 gols)

### Recordes
- Maior artilheiro da Eredivisie com 313 gols em 544 jogos